# Kinasyndromet
Kinasyndromet (The China Syndrome), är en amerikansk film från 1979, regisserad av James Bridges.

## Handling
Kimberly Wells (Jane Fonda), en känd TV-reporter åker med sitt TV-team till kärnkraftverket Ventana för att spela in en dokumentärfilm. Under besöket inträffar en kris i kontrollrummet som vid tillfället beskådas av TV-teamet och filmas av kameramannen Richard Adams (Michael Douglas). Vad berodde den panikartade stämningen på, frågar sig Wells och hennes TV-team.
Fast beslutna att reda ut detta och visa allmänheten vad som skett upptäcker man, med hjälp inifrån och utifrån kärnkraftverket, att det döljer sig mycket allvarliga förseelser vad gäller bygget av kärnkraftverket. Samtidigt hamnar de och deras medhjälpare i kollisionskurs med företaget som äger verket.

## Rollista (i urval)
- Jane Fonda - Kimberly Wells
- Jack Lemmon - Jack Godell
- Michael Douglas - Richard Adams
- Scott Brady - Herman De Young
- James Hampton - Bill Gibson
- Peter Donat - Don Jacovich
- Wilford Brimley - Ted Spindler
- Richard Herd - Evan Mc Cormack
- Daniel Valdez - Hector Salas

## Produktion, teman, mottagande
Titeln syftar på ett hypotetiskt scenario (detta nämns i filmen) ifall en härdsmälta inträffar. Härdsmältan tänkes obevekligt smälta ner konstruktionsmaterial i kärnkraftverket och fortsätta att äta sig ner genom jorden tills den når Kina, som ligger på "motsatt" sida av jorden sett från USA. Med tanke på att jordens gravitation är riktad mot jordens centrum är detta orimligt, men scenariot uttrycker metaforiskt obevekligheten och allvarligheten i en glödande radioaktiv smälta. De härdsmältor som faktiskt inträffat efter att filmen spelades in har stannat upp i eller strax under kraftverket, men har tveklöst fått enorma konsekvenser och varit oerhört kostsamma att städa upp.  
Kinasyndromet fick publikpremiär den 16 mars, 1979, kort före en riktig kärnkraftsolycka, nämligen det haveri som skedde mindre än två veckor senare den 28 mars på kärnkraftverket Three Mile Island i delstaten Pennsylvania, USA – den så kallade Harrisburgolyckan.
Filmen har beskrivits som en politisk film, för sitt tydliga politiska budskap. Jane Fondas titelroll speglade hennes eget medmänskliga engagemang.
Filmen blev nominerad till flera Oscar:
- Bästa manliga huvudroll - Jack Lemmon
- Bästa kvinnliga huvudroll - Jane Fonda
- Bästa originalmanus
- Bästa manus skrivet direkt för film
- Bästa scenografi